# Lepidochaetus brasilense
Lepidochaetus brasilense is een buikharige uit de familie Chaetonotidae. Het dier komt uit het geslacht Lepidochaetus. Lepidochaetus brasilense werd in 1991 voor het eerst wetenschappelijk beschreven door Kisielewski. 